# Bagnaria
Bagnaria (Bagnèra in dialetto oltrepadano e in ligure) è un comune italiano di 622 abitanti della provincia di Pavia in Lombardia. Si trova nell'Oltrepò Pavese, in valle Staffora, in una zona di bassa montagna.

## Origini del nome
Il nome del comune deriva dal latino Balnearia, che fa riferimento a terreni acquitrinosi (oppure, secondo alcuni, ad acque termali). Fino al 1863 era conosciuta come "Bagnara".

## Storia
Bagnaria, posta tra i feudi di Varzi, Sagliano e Ponte Nizza, fece parte del marchesato dei Malaspina fin dall'investitura imperiale del 1164; passò al ramo dello Spino Fiorito e, nell'ulteriore divisione della famiglia nei tre rami di Varzi, Godiasco e Pizzocorno (vedi Ponte Nizza), toccò a quest'ultimo. Esso fu bruscamente troncato nel 1413 con l'assassinio di tutti i membri nel castello di Olivola in Lunigiana: nella dispersione dei loro beni, Bagnaria fu acquistata nel 1408 dai nobili Busseti di Tortona e Montebore, e quando i feudi di valle Staffora, ormai sottomessi dai duchi di Milano, furono aggregati alle province del ducato, Bagnaria non toccò a Pavia ma a Tortona. E del Tortonese fece sempre parte fino all'inizio del XIX secolo. Alla signoria di Bagnaria nel 1467 viene confermata la sua natura di feudo imperiale.
Nel 1485 il feudo di Bagnaria, esteso su una superficie di 16,5 kmq., fu infeudato da Gian Galeazzo Sforza, duca di Milano a Carlo Fieschi di Genova e confermato come signoria autonoma; con la ribellione dei Fieschi fu confiscato dall'imperatore Carlo V e dato ai principi Doria (1548). Questi riuscirono a far riconoscere ancora il feudo come imperiale o esente: questo significa che si trovava in una condizione ancor più privilegiata rispetto alle giurisdizioni separate dell'Oltrepò (vedi Oltrepò Pavese), godendo della totale autonomia giudiziaria e fiscale, in pratica era uno staterello indipendente. Nel 1630 è istituito un mercato per le merci provenienti da Genova (sale, sapone, olio) con agevolazioni sui pedaggi, dietro scambio di grano del Milanese, ma il Senato di Milano lo proibisce l’anno dopo; il 31 luglio 1656, confermata la natura di feudo imperiale, si affranca dal ducato di Milano sotto l’autonoma giurisdizione dei Doria Landi. Dal 1561 i Doria ricevono anche parte di Montacuto (in condominio con i Frascarolo, Spinola e Cavalchini), Godiasco e Fabbrica.
Dal 1743 i Savoia, con la cessione imperiale delle Langhe, ne rivendicano la completa sovranità concedendo al principe Don Giovanni Andrea IV Doria Landi la sola giurisdizione feudale con la nomina di un giudice o commissario feudale, riconosciuta con le regie patenti del 1752 fino al 5 ottobre 1790, quando passa sotto la Deputazione di Governo e di Giustizia di Genova quale magistrato supremo. Il principe vi esercita l'ultima istanza giudiziale con giurisdizione indipendente e la nomina autonoma di magistrature fiscali e di notai. Così, mentre negli altri feudi c'era il diritto d'appello alla magistratura di Stato contro i giudizi dei giudici feudali, qui il diritto di appello era dato al tribunale del Principe Doria. Ai Doria subentreranno i Biondi nonostante il feudo imperiale fosse stato abolito con l'arrivo di Napoleone.
Unito con il Bobbiese al Regno di Sardegna nel 1743, in base al trattato di Worms, entrò a far parte poi della Provincia di Bobbio. Nel 1801 il territorio fu annesso alla Francia napoleonica fino al 1814. Nel 1859 entrò a far parte nel Circondario di Bobbio della nuova provincia di Pavia e quindi della Lombardia.
Nel 1863 il nome assunse la forma attuale, in precedenza era "Bagnara". Nel 1923 venne smembrato il Circondario di Bobbio e suddiviso fra più province. Nel 1929 venne aggregato al comune di Varzi, ma nel 1946 riacquistò l'autonomia comunale.

### Simboli
Lo stemma e il gonfalone sono stati concessi con decreto del presidente della Repubblica del 26 febbraio 1982.
Il castello ricorda la fortificazione che anticamente si trovava in località Torretta; la banda di azzurro rappresenta il torrente Staffora.
Il gonfalone è un drappo troncato di bianco e di rosso.

## Monumenti e luoghi d'interesse
- Castello di Bagnaria
- Chiesa di San Bartolomeo Apostolo

## Società

### Evoluzione demografica
Abitanti censiti

## Infrastrutture e trasporti
È attraversata dalla Strada statale 461 del Passo del Penice, che collega Voghera a Bobbio, nel piacentino.
La stazione di Bagnaria e la fermata di Ponte Crenna sorgevano lungo la ferrovia Voghera-Varzi, attiva fra il 1931 e il 1966.

## Amministrazione

### Comunità montane
Fa parte della fascia montana della Comunità Montana Oltrepò Pavese.